# Dimitrije P. Tirol
Dimitrije P. Tirol (szerbül: Димитрије П. Тирол) (Csák, 1793. május 30. – Temesvár, 1857. március 30.) magyarországi szerb író, nyelvész, geográfus, festő.

## Életrajza
Dimitrije P. Tirol Csákon született Panta Tirol és Magdalina Kapamadžija gyermekeként. Apja Georgijevićként született, de a ház falán ez volt olvasható: Tirolnál, ezt vette fel névként tehát.
Dimitrije az iskoláját Csákon, Bristen, Temesváron és Kecskeméten végezte el. Mezőberényben végezte el a magasgimnáziumot, majd Pozsonyban beiratkozott az evangélikus líceumba. 1813-ban hazaért, majd két évvel később apja meghalt. Ezután anyjával Temesvárra költöztek, ahol apja kívánsága szerint kereskedelmet tanult.
1817-ben feleségül vette Hrisztina Hrisztiforovot.
Vuk Karadžićnak nagy csodálója volt. Miatta kezdte el gyűjteni a bánáti nemzeti dolgokat. Vuk családja többször látogatott le Tirolékhoz Temesvárra. Vuk Karadžićtyal egy idő után nézeteltérései lettek. 1822-ben Karadžić nyelvtanát lefordította német nyelvre.
1828-ban Dimitrije P. Tirol Pavel Kengelaccal és Đorđe Čokrljannal megalapította a Temesvári Szerb Irodalomkedvelők Társaságát. 3 évvel később azonban betiltották. 1830-ban Tirol feleségével Belgrádba költöztek. Itt sokat dolgozott, fordított.
Dimitrije, mint Miloš tanítója, aki Jevrem Obrenović fejedelem fia volt, 1839-ben Oroszországba mentek. Odesszában Tirol találkozott olyan szerbekkel, akik még a 18. században hagyták el a Habsburg Birodalmat. Itt több emberrel is megismerkedett és anyagot gyűjtött. 2 évvel később visszatértek Szerbiába.
1848. május 1-jén a május közösség tagja lett Karlócán.
Dimitrije P. Tirol kitűnő festő is volt, főleg portrékat festett.
1851-ben a temesvári gimnáziumban szerb nyelvet oktatott, de még ugyanabban az évben direktor lett a szerb iskolának is.
Temesváron halt meg.

## Könyvek
- Привествователнаја книжица за премилу и прељубезну сербску јуност (Buda, 1818)
- Немачка граматика за употребленије србске младежи (Buda, 1830)
- Политическо земљописаније за употребленије србске младежи (Belgrád, 1832)
- Начертаније Устава Ученога Србскога Друштва (Belgrád, 1835)
- Сила пријатељства или Дон Жуан и Дона Теодора (Belgrád, 1835)
- Мненије у употребљавању страдателне частице (Belgrád, 1837)
- Подвиги Димитрија Максимовића Књажевића... (Belgrád, 1841)
- Обштеупотребитељниј правопис србског језика... (Temesvár, 1852)
- Списак членова Дружства Читалишта фабричког у Темишвару (Temesvár, 1854)
- Високоблагородној Госпођи Екатерини Вуковићки... (Temesvár, 1854)
- Огледи србског књижества за гимназијску младеж (Temesvár, 1855)

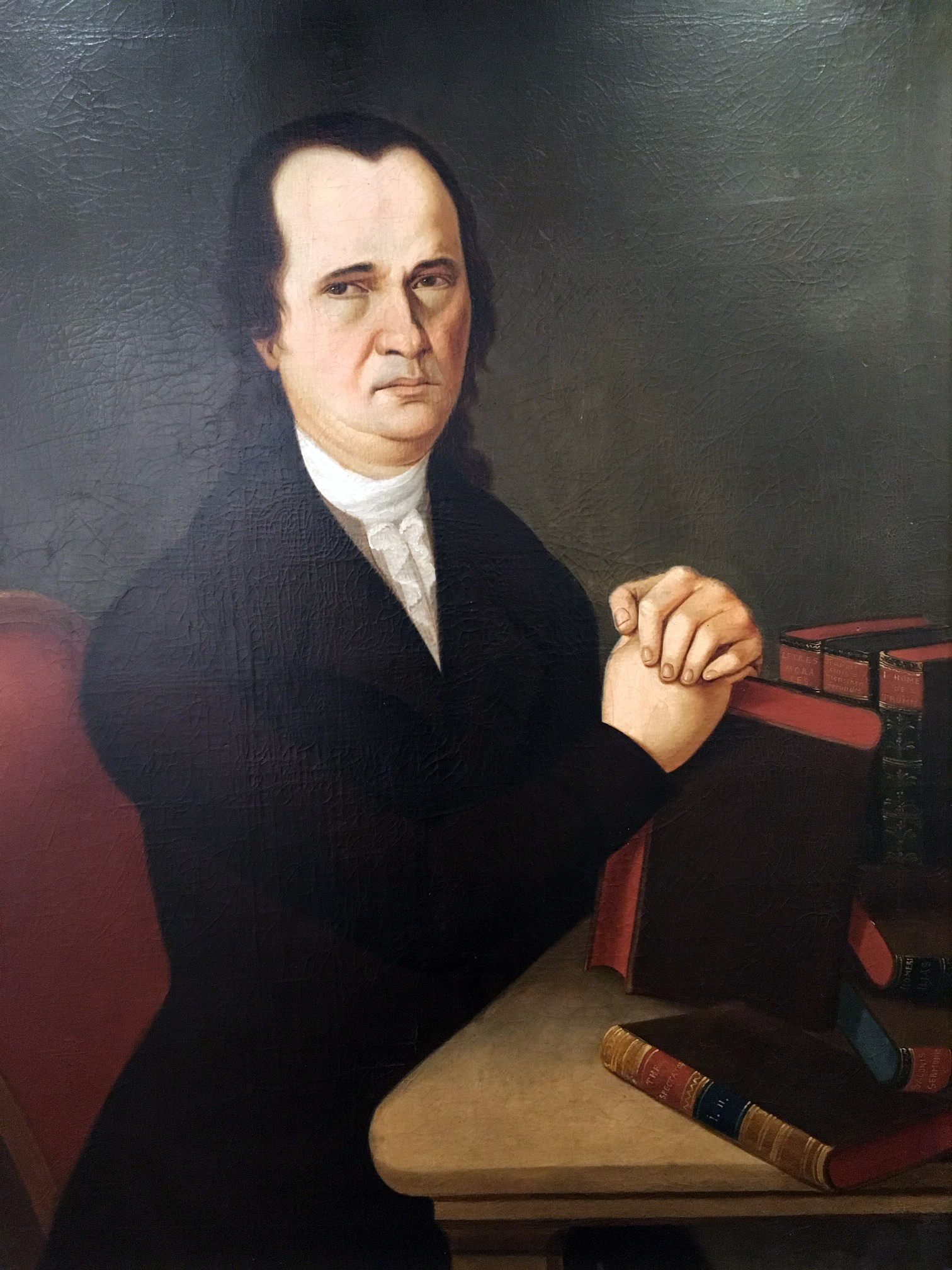
Dimitrije Tirol: Dositej Obradović

## Almanachok
- Bánáti almanach (Temesvár, 1827, 1828, 1829)
- Uránia (Belgrád, 1837, 1838)

## Kalendáriumok
- Temesvári kalendárium 1854, 1855, 1856, 1857, 1858

## Portréfestmények
- Dositej Obradović
- Tököly-Popovics Száva
- Jovan Rajić